# セネシャル管区・バイイ管区
セネシャル管区（セネシャルかんく、フランス語: sénéchaussée）とバイイ管区（バイイかんく、フランス語: bailliage）はフランス王国の国王役人と管轄区(どちらも複数)の呼称。
王領の北・東部はバイイ（フランス語: bailli），南・西部はセネシャル（フランス語: sénéchal）が管轄した。地方における国王の権利（行政権）を代行し下級法院（地方高等法院の支部）をにない地方軍事なども行った。両者は16世紀以降実態を失いルイ14世以降は国王アンタンダンにその地位を取って代わられた。

## 概要

セネシャル管区とバイイ管区の境界（1798年）

カペー朝以降歴代フランス国王は王領を増やしていき、国王一人では王領全土を統治することが困難になった。王領の北・東部ではバイイ、南・西部はセネシャルと呼ばれる役人たちが、王の代官として統治することになった。両管区は王領が増えるに連れてその数も役人増えていくことになり、段々と税率や徴税なども管区ごとに行われていき、課税対象も管区ごとに変わっていった。また管区役人はその管区内の州軍の管理も行い徴兵や軍事関係の管理も行っていった。
しかし、アンリ4世以降国王は腐敗化した州総督やセネシャル管区・バイイ管区よりもアンタンダン（このときは財政アンタンダン）が重要視されルイ14世の時代からは財政、軍事、行政などもアンタンダンにより奪われ完全に形式上のものになった。
その後フランス革命中に州、アンタンダン、とともにセネシャル管区・バイイ管区も廃止された。
またほぼ全てのセネシャル管区のほうがバイイ管区よりも管轄範囲が広範囲におよぶ。